# گادو گادو
گادو گادو (به زبان اندونزیایی یا بتاوی) (به انگلیسی: Gado-gado) یک سالاد اندونزیایی است که از سبزیجات خام، کمی آب‌پز شده، نیم‌پز شده یا بخارپز و تخم‌مرغ آب‌پز سفت، سیب زمینی آب‌پز، توفو سرخ شده و تمپه، و لونتونگ اسلایس شده (برنج فشرده که درون برگ موز پیچیده شده است و به صورت قالب استوانه‌ای است)، تشکیل شده که به همراه سس بادام‌زمینی مورد مصرف قرار می‌گیرد.
در سال ۲۰۱۸، گادو گادو به عنوان یکی از پنج غذای ملی اندونزی معرفی شد. چهار غذای دیگر سوتو، ساتای، ناسی گورنگ و رندانگ هستند.